# إيرثا كيت
إيرثا ماي كيت (بالإنجليزية: Eartha Kitt)‏ وهي مغنية وممثلة و راقصة نجمة كباريه أمريكية ولدت في يوم 17 يناير 1927 في قرية نورث في ولاية كارولينا الجنوبية غنت أغنية سي سي بن ومثلت دور المرأة القطة في مسلسل باتمان، وعملت في ديزني في فيلم حياة الإمبراطور الجديدة، وكذلك في مسلسل مدرسة الإمبراطور الجديدة وألتي فازت بجائزة إيمي لتأديتها هذا الدور، توفيت في يوم 25 ديسمبر 2008 في بلدة ويستن في ولاية كونيتيكت في الولايات المتحدة.

## روابط خارجية
- إيرثا كيت على موقع IMDb (الإنجليزية)
- إيرثا كيت على موقع الموسوعة البريطانية (الإنجليزية)
- إيرثا كيت على موقع روتن توميتوز (الإنجليزية)
- إيرثا كيت على موقع مونزينجر (الألمانية)
- إيرثا كيت على موقع قاعدة بيانات الأفلام العربية
- إيرثا كيت على موقع ألو سيني (الفرنسية)
- إيرثا كيت على موقع ميوزك برينز (الإنجليزية)
- إيرثا كيت على موقع تيرنر كلاسيك موفيز (الإنجليزية)
- إيرثا كيت على موقع أول موفي (الإنجليزية)
- إيرثا كيت على موقع قاعدة بيانات برودواي على الإنترنت (الإنجليزية)